# یاسوآکی شیمیزو
یاسوآکی شیمیزو (انگلیسی: Yasuaki Shimizu؛ زادهٔ ۹ اوت ۱۹۵۴) موسیقی‌دان اهل ژاپن است.